# Linia kolejowa 181 Kraľovany – Trstená
Linia kolejowa 181 Kraľovany – Trstená – linia kolejowa na Słowacji o długości 56,45 km, łącząca miejscowości Kraľovany i Trstená. Jest to linia jednotorowa oraz niezelektryfikowana.